# Aaron Cresswell
Aaron William Cresswell (sinh ngày 15 tháng 12 năm 1989) là một cầu thủ bóng đá chuyên nghiệp người Anh thi đấu ở vị trí hậu vệ cho câu lạc bộ West Ham United tại Premier League.